# Interrupce v Severní Makedonii
Interrupce v Severní Makedonii je na požádání legální během prvních 12 týdnů těhotenství a za zvláštních okolností i mezi dvanáctým a dvacátým druhým týdnem těhotenství. Potraty v Severní Makedonii upravuje zákon z roku 2019.
Zákon z roku 1977 upravující potraty, přijatý ještě když byla Severní Makedonie součást Jugoslávie jako Socialistická republika Makedonie, nebyl významně změněn až do roku 2013. V letech 2013 až 2019 byl přístup k potratům omezen kvůli zákonu schválenému konzervativní vládou v roce 2013. V roce 2019 byl přijat nový zákon, který přístup liberalizoval.
Na svém vrcholu v roce 1986 činila míra potratů v Severní Makedonii 70,6 potratů na 1 000 žen ve věku 15–44 let; míra klesla po získání nezávislosti na 28,5 v roce 1996. V roce 2010 činila míra potratů 11,1 potratů na 1000 žen ve věku 15–44 let.

## Zákon o potratech z roku 2019
V roce 2019 byl přijat nový zákon, který zrušil překážky, které podle dřívějšího zákona ztěžovaly přístup k potratům.